# Kajszełaki
Kajszełaki (lit. Kaišialakiai; pol. hist. Kieiszełaki) – wieś na Litwie, w okręgu wileńskim, w rejonie wileńskim, w gminie Pogiry, nad Waką.
Znajduje tu się duża kopalnia żwiru.

## Historia
W dwudziestoleciu międzywojennym leżały w Polsce, w województwie wileńskim, w powiecie wileńsko-trockim, do 1 kwietnia 1927 w gminie Landwarowo, następnie w gminie Rudomino. W 1931 miejscowość liczyła 70 mieszkańców, zamieszkałych w 13 budynkach.
Po II wojnie światowej w granicach Związku Sowieckiego. Od 1991 na niepodległej Litwie.